# Ландшафтный заказник Грофа
Грофа — ландшафтный заказник общегосударственного значения. Расположенный в Калушском районе Ивано-Франковской области, в горном массиве Горганы, при верховьях реки Лимницы и её левых притоков.
Площадь природоохранной территории 2533,8 га. Создан в 1996 г.
Растительный покров представлен еловыми лесами, является сосна горная и кедровая. На горных вершинах распространены каменные осыпи. Из растений, занесённых в Красную книгу Украины, встречаются лилия лесная, баранец обыкновенный и другие виды. Среди животных — рысь обыкновенная, кот лесной, бурозубка альпийская, тритон карпатский, из птиц — змееяд и глухарь.
В пределах заказника расположена одна из высочайших вершин Горган — гора Грофа (1748 м), на которой сохранились ледниковые формы рельефа — кары, морены, валы. Территория заказника охватывает также вершины и склоны гор: Паренки (1735 м), Малая Попадья (1587 м), Попадья (1740 м), Студенец (1600 м).
В северной части заказника находится гидрологическая достопримечательность природы — Болото Мшана.